# 23879 Demura
23879 Demura este un asteroid din centura principală de asteroizi.

## Descriere
23879 Demura este un asteroid din centura principală de asteroizi. A fost descoperit pe 17 septembrie 1998 la Stația Anderson Mesa în cadrul programului LONEOS. Asteroidul prezintă o orbită caracterizată de o semiaxă mare de 3,19 ua, o excentricitate de 0,11 și o înclinație de 11,9° în raport cu ecliptica.